# Johann Friedrich August Tischbein

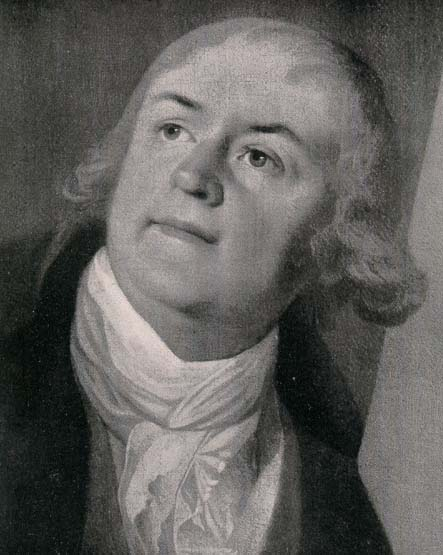
Selbstbildnis von 1800

Johann Friedrich August Tischbein (* 9. März 1750 in Maastricht; † 21. Juni 1812 in Heidelberg), der sogenannte „Leipziger Tischbein“, war ein deutscher Maler. Er wurde vor allem durch Familienporträts bekannt und war einer der bedeutendsten Vertreter der zweiten Generation der Künstlerfamilie Tischbein.

## Leben
Johann Friedrich August Tischbein war der Sohn des Theatermalers Johann Valentin Tischbein, bei dem er auch seinen ersten künstlerischen Unterricht erhielt. Der „Goethe-Tischbein“, der Maler Johann Heinrich Wilhelm Tischbein, war sein Cousin.
Um 1768 wechselte Tischbein nach Kassel in das Atelier seines Onkels, des Malers Johann Heinrich Tischbein („der Ältere“, auch „Kasseler Tischbein“, 1722–1789), wo er in die Freimaurerloge Zum gekrönten Löwen aufgenommen wurde, der auch sein Onkel angehörte. Nach einer längeren Reise durch Frankreich und einem Studienaufenthalt in Paris, wo er ab 1772 der Schüler von Johann Georg Wille wurde, unternahm Tischbein ab 1777 eine ausgedehnte Reise nach Rom und Neapel. Dort befreundete er sich unter anderem mit Jacques Louis David und Anton Raphael Mengs und arbeitete auch mit ihnen. Mitte 1780 kehrte Tischbein wieder nach Deutschland zurück.

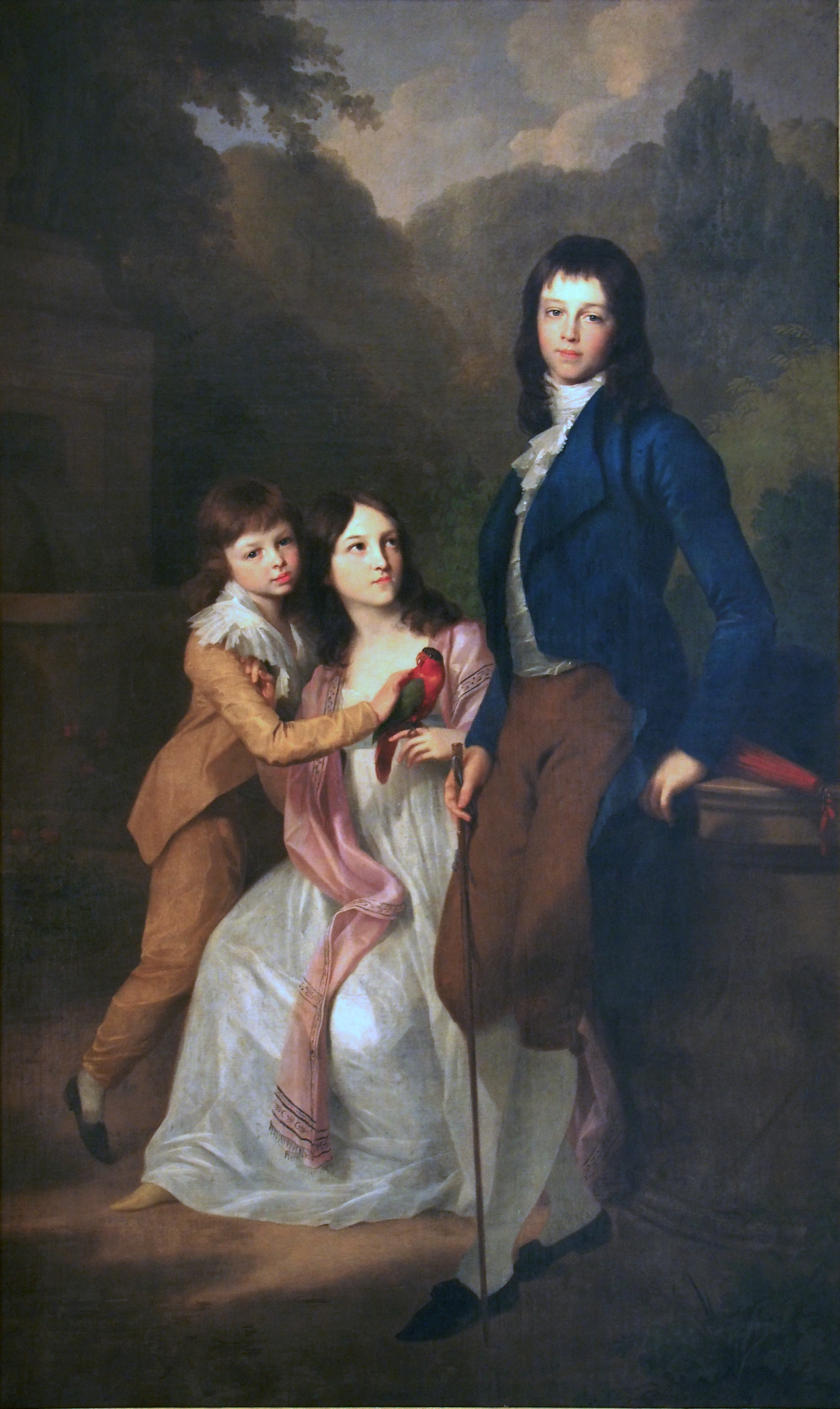
Die Kinder des Herzogs Carl August von Sachsen-Weimar. Ölgemälde von Johann Friedrich August Tischbein, 1795, Schloss Weimar

Noch im selben Jahr erhielt er eine Anstellung als Hofmaler am Hof des Fürsten Friedrich von Waldeck in Arolsen und schon kurze Zeit darauf ernannte der Fürst Tischbein zum Rat und Kabinettsmaler. In den Jahren 1781/82 sowie 1786 und 1788/89 unternahm Tischbein immer wieder Studienreisen nach Holland und Italien, zu denen er zum Teil von seinem Dienstherrn auch beauftragt wurde. Diese Reisen bewirkten mit der Zeit eine Entwicklung zum Porträtisten der erstarkten bürgerlichen Gesellschaft. Der reine Hofmaler eines absolutistischen Hofes hatte ausgedient.
1795 berief ihn Leopold III. Friedrich Franz von Anhalt-Dessau als Hofmaler nach Dessau, wo er in den folgenden Jahren vor allem Angehörige der Fürstenfamilie malte. Mehrere Bildnisse entstanden von der Erbprinzessin Christiane Amalie, den Enkeln des Fürsten und der Fürstin Luise von Anhalt-Dessau. Unterbrochen wurde sein Aufenthalt in der kleinen Residenzstadt von mehrwöchigen Reisen, um auch auswärtige Porträtaufträge anzunehmen. So weilte er 1796 in Berlin, um dort die spätere Königin Luise und ihre Schwester Friederike zu malen. 1799 porträtierte Tischbein in Dresden und bemühte sich um eine Anstellung an der Kurfürstlichen Akademie. 1800 zog Tischbein von Dessau nach Leipzig, um als nachfolgender Direktor von Adam Friedrich Oeser die Leitung der dortigen Kunstakademie zu übernehmen. Sein dortiges Schaffen zeigen seine großformatigen Bildnisse von Vertretern des Leipziger Großbürgertums. Ferner entstand der Entwurf zum Bürgermeister-Müller-Denkmal.
1803 entstand das 205,8 cm hohe Gemälde der Amalie von Levetzow geborene Brösigke, das heute im Goethe-Haus in Frankfurt am Main zu sehen ist. 1805 malte er Wilhelmine Rummel mit Tochter.
1806 ging Tischbein nach Sankt Petersburg, um den Nachlass seines Bruders Ludwig Philipp Tischbein zu regeln. Kurz entschlossen blieb er dann fast drei Jahre, um äußerst lukrative Aufträge auszuführen. Dort entstanden in Folge mehrere Porträts von Mitgliedern des russischen Hochadels. Großes Vorbild gerade bei Frauenbildern waren für Tischbein die Engländer Thomas Gainsborough und George Romney.
Tischbein war der Vater der Zeichnerinnen Caroline (1783–1843) und Elisabeth Tischbein (1787–1867) sowie des Hofmalers Carl Wilhelm Tischbein (1797–1855). Im Alter von 62 Jahren starb Johann Friedrich August Tischbein am 21. Juni 1812 in Heidelberg.

## Galerie

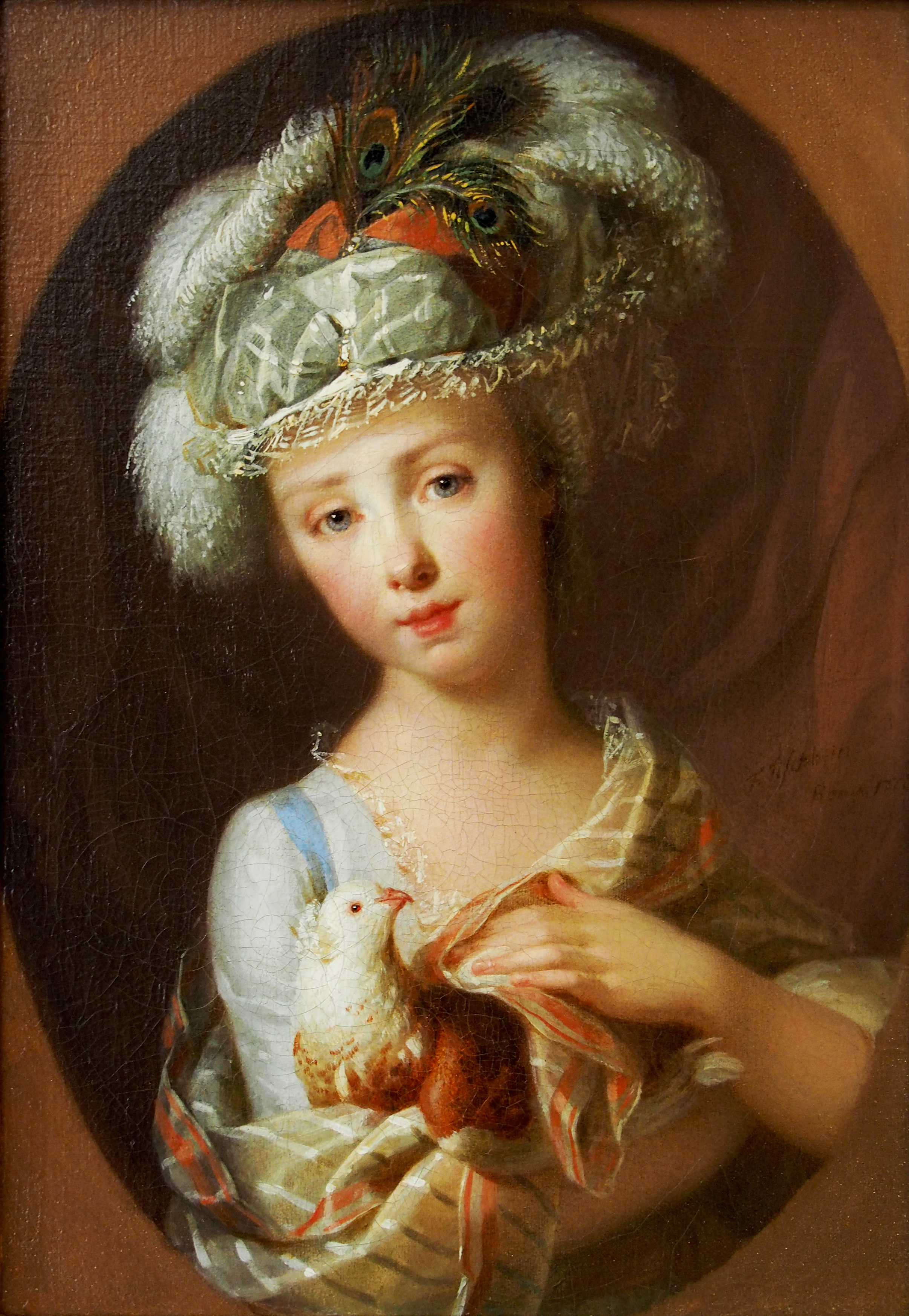
Lady Louisa Hervey (1778)
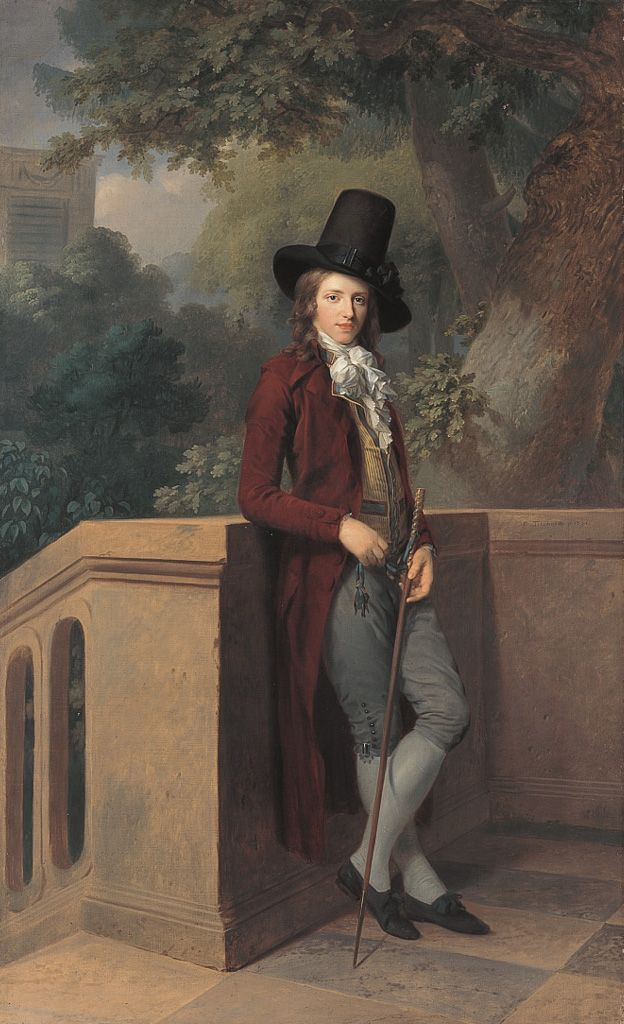
Porträt des Herrn Chatelain (1791)
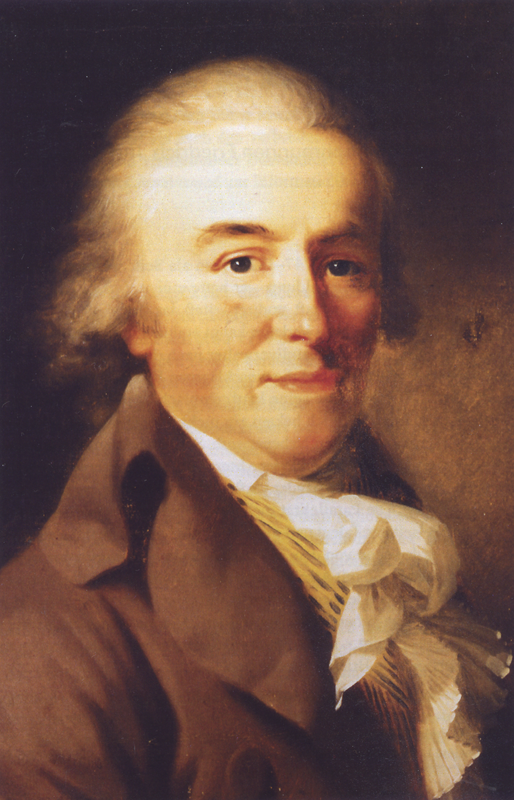
Porträt von Friedrich Justin Bertuch (1796)
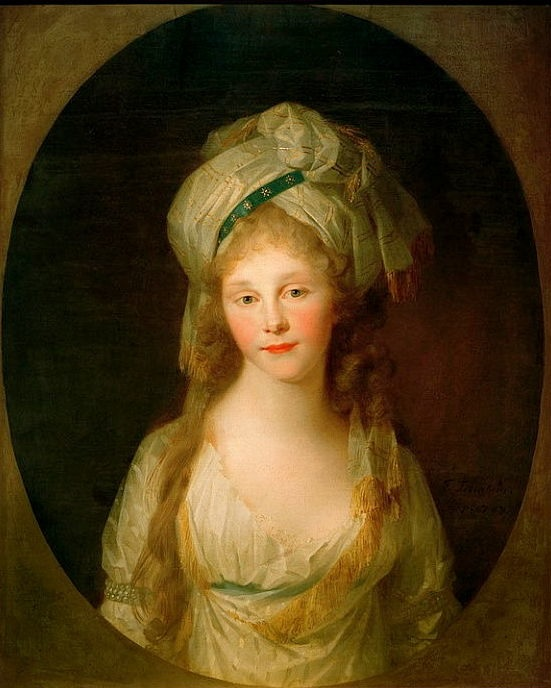
Friederike von Preußen mit Turban (1796–97)
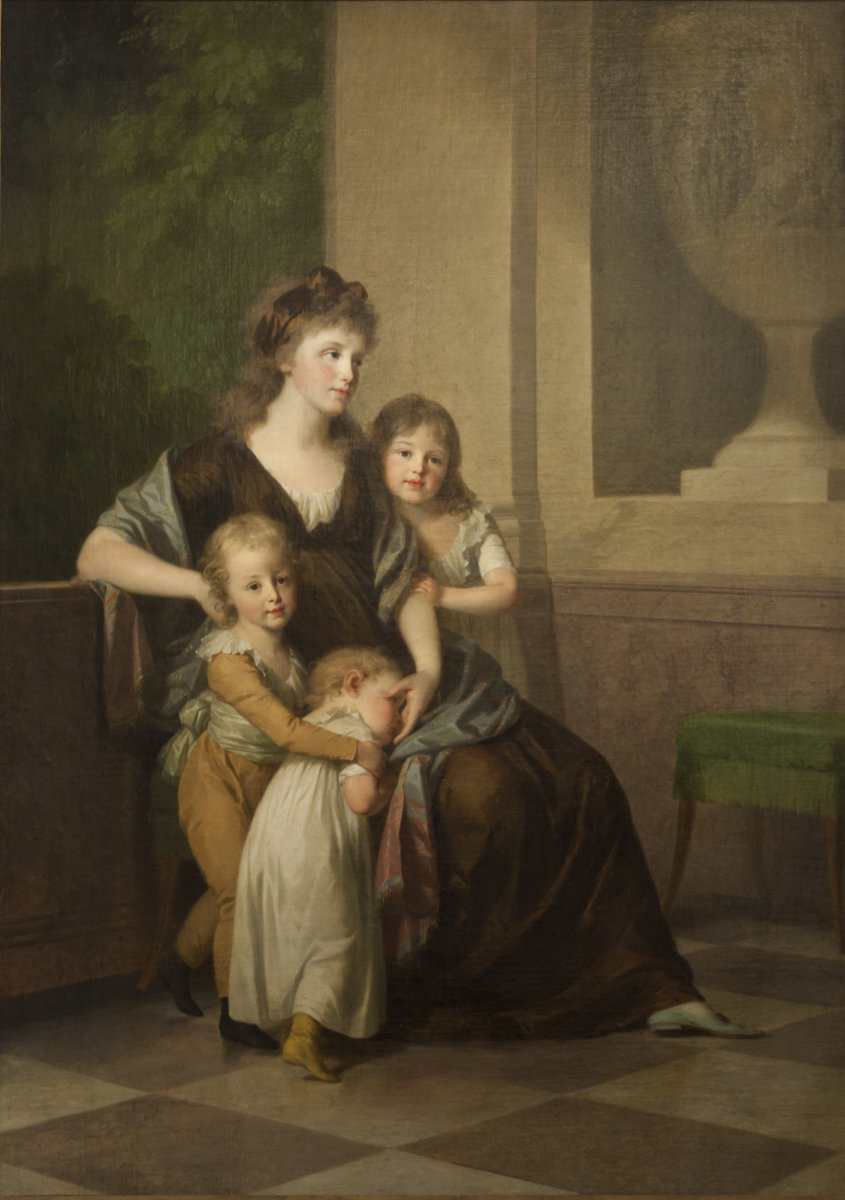
Christiane Amalie von Anhalt-Dessau mit drei ihrer Kinder (1798)
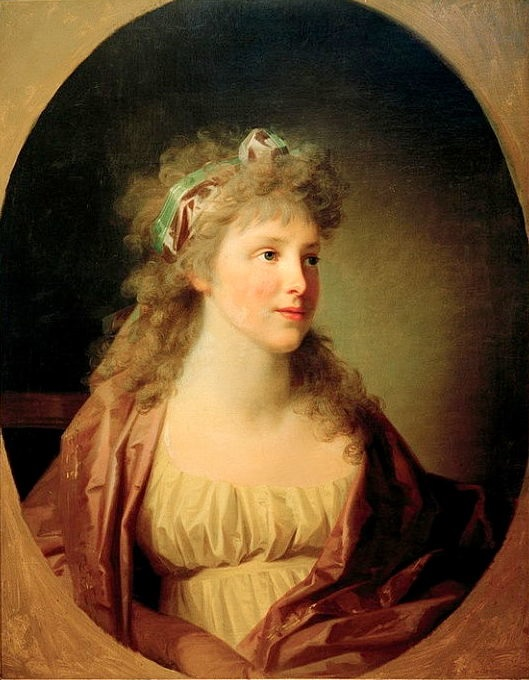
Christiane Amalie von Anhalt-Dessau (1798)
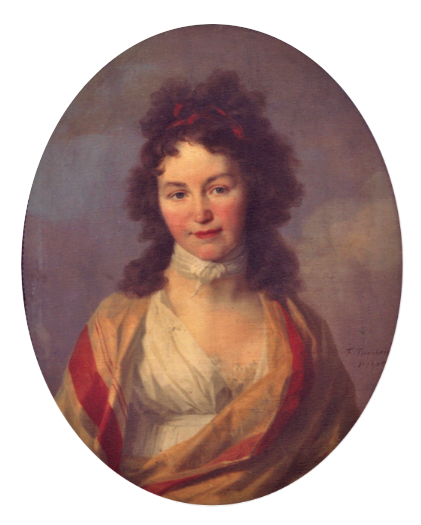
Caroline Schlegel (1798)
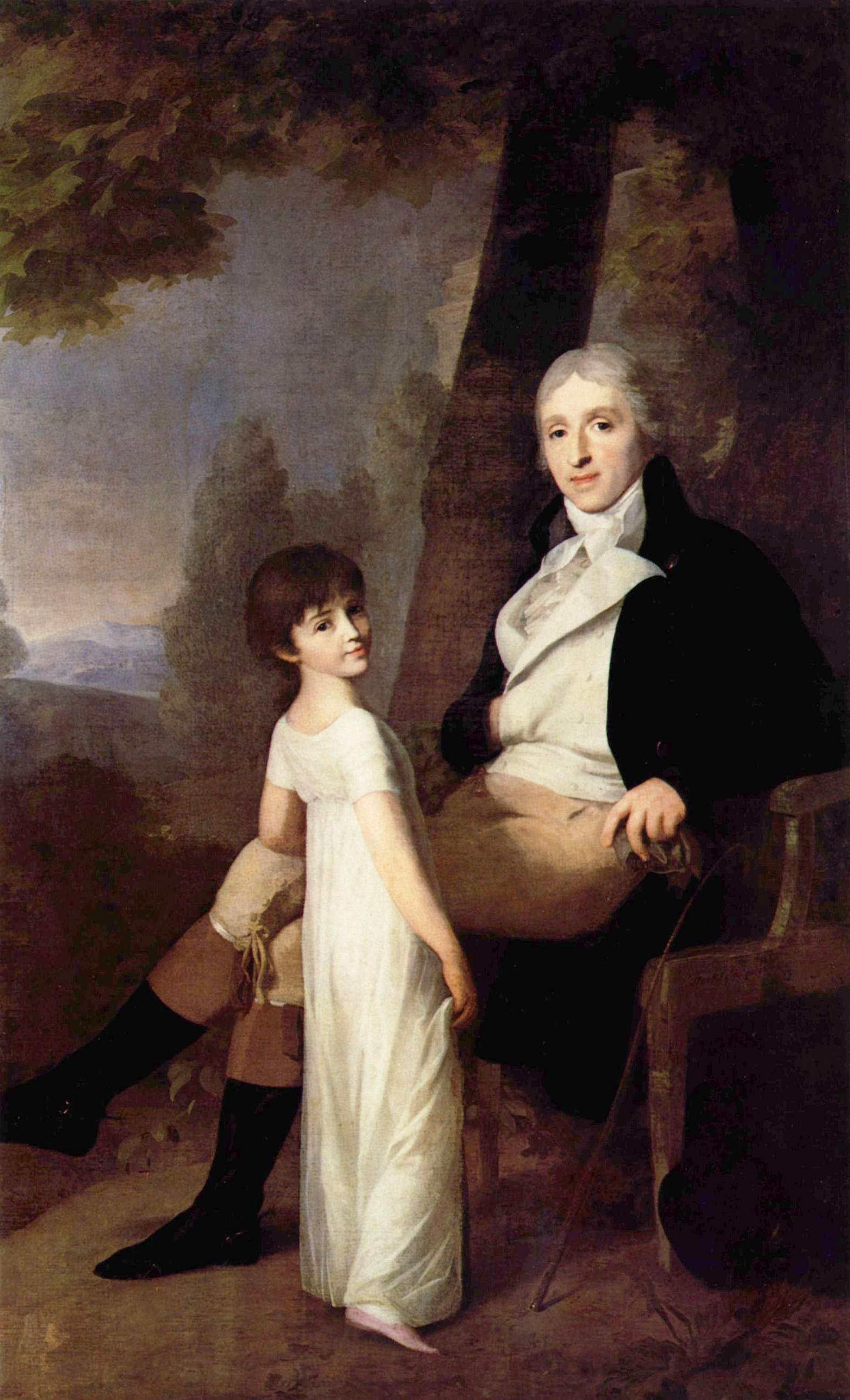
Porträt des Leipziger Kaufherrn Jacob Ferdinand Dufour-Féronce (1802)
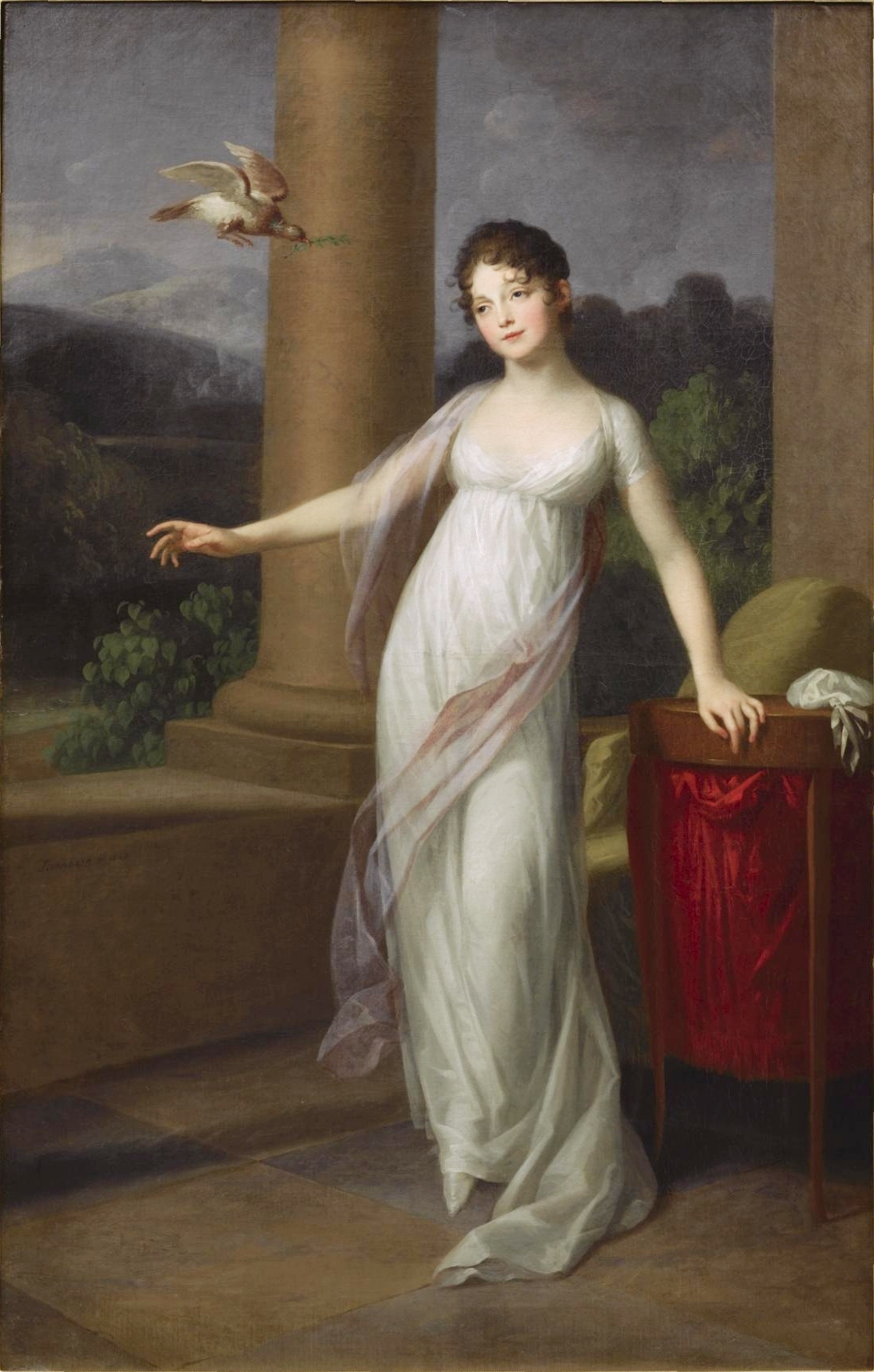
Amalie von Levetzow (1803)